# Эдгар-стрит (Манхэттен)
Э́дгар-стрит (англ. Edgar Street) — улица в Нижнем Манхэттене, Нью-Йорк, одна из самых коротких на острове. На востоке улица ограничена Черч-стрит, на западе — Гринвич-стрит.
Во времена Нового Амстердама улица носила название Тёйн-Пат (нидерл. Tuyn Paat, дословно — «садовая дорожка»). С приходом британцев название было англифицировано в Тин-Пот-Элли (англ. Tin Pot Alley). Своё же нынешнее название улица получила в по находившемуся на ней особняку крупного морского торговца конца XVIII — начала XIX веков Уильяма Эдгара. К 1830-х годам его компания стала одной из крупнейших в городе. В 1953 году улица была перемещена на 10 метров к северу от своего прежнего местоположения. На улице расположен только один дом: южным фасадом на неё выходит здание по адресу Гринвич-стрит, 67, возведённое в 1809—1810 годах в федеральном стиле. До 1820 года в нём проживал торговец Роберт Дики (англ. Robert Dickey) с женой Анной.